# Dialeurodes biventralis
Dialeurodes biventralis là một loài côn trùng cánh nửa trong họ Aleyrodidae, phân họ Aleyrodinae.
Dialeurodes biventralis được Sundararaj & David miêu tả khoa học đầu tiên năm 1991.